# Кіровський край
Кі́ровський край (рос. Кіровский край) — адміністративно-територіальна одиниця в складі РРФСР у 1934–1936 роках.

## Історія
15 липня 1929 на основі В'ятської та Нижньогородської губерній створюється Нижньогородська область, яка потім була перетворена в Нижньогородський край (пізніше Горьковський).
5 грудня 1934 ВЦВК приймає рішення про перейменування міста В'ятка в Кіров, а 7 грудня з Горьковського краю виділяється Кіровський край з центром в місті Кіров.
28 грудня Удмуртська АО перетворена в Удмуртську АРСР, 5 грудня 1936 вона виділена зі складу краю, а він був перетворений в Кіровську область.